# Charco da Madeira
Der Charco da Madeira ist ein Tümpel in Portugal auf der Azoren-Insel São Miguel im Kreis Ponta Delgada. Das Gewässer liegt in der Inselmitte an der Straße ER4 zwischen Fajã de Cima und Capelas. Es hat eine Fläche von etwa 1,2 ha und befindet sich auf einer Höhe von zirka 200 m über dem Meeresspiegel.